# Scorpaenodes tribulosus
Scorpaenodes tribulosus är en fiskart som beskrevs av Eschmeyer, 1969. Scorpaenodes tribulosus ingår i släktet Scorpaenodes och familjen Scorpaenidae. Inga underarter finns listade i Catalogue of Life.